# HD 44267
HD 44267，又名CP-52 902，SAO 234430、HR 2278，是一颗恒星，视星等为6.41，位于銀經261.05，銀緯-26.2，其B1900.0坐标为赤經6h 15m 39.3s，赤緯-52° -26.2′ 33″。